# منتخب لوكسمبورغ لهوكي الجليد للناشئين
منتخب لوكسمبورغ لهوكي الجليد للناشئين هو ممثل لوكسمبورغ الرسمي في المنافسات الدولية في هوكي الجليد للناشئين
.